# Collisione all'aeroporto di Machačkala
La collisione di Machačkala fu un incidente aereo verificatosi il 15 gennaio 2009 dall'aeroporto di Machačkala intorno alle 18:00 UTC, quando due Ilyushin Il-76 del Ministero degli Affari Interni russo (MVD) si scontrarono all'aeroporto di Machačkala che serve la città di Machačkala in Daghestan, Russia.

## L'incidente
La sera del 15 gennaio 2009, dalla base aerea di Čkalovskij decollarono 4 aerei da trasporto militare Il-76 del 675º reggimento di aviazione per scopi speciali delle truppe del Ministero degli affari interni della Federazione Russa con personale e attrezzature militari a bordo diretti all'aeroporto di Machačkala. Il loro compito era scaricare il personale e l'equipaggiamento militare e tornare al loro aeroporto di origine a Nižnij Novgorod.
Il primo aereo completò l'attività con successo. Il secondo aereo (numero di coda RA-76825) atterrò all'aeroporto, scaricò e rullò fino a un punto di accesso alla pista, dove aspettava l'atterraggio del terzo aereo (numero di coda RA-76827). Il terzo velivolo, dopo essere atterrato in condizioni meteorologiche difficili con il tempo minimo stabilito (nebbia, visibilità sulla pista 800 metri, visibilità verticale 60 metri), toccò il suolo spostandosi tuttavia di 15-20 metri a sinistra della pista. Prima di ciò, l'Il-76 ancora a terra attraversò la linea di fine rullaggio ma non comunicò la sua posizione al controllo del traffico aereo (ATC). Di conseguenza, il velivolo in atterraggio colpì l'aereo in attesa del decollo con l'ala nella cabina di pilotaggio.
A seguito della collisione, la cabina di pilotaggio dell'Il-76MD (RA-76825) a terra fu distrutta, dei sette membri dell'equipaggio dell'aereo, quattro furono uccisi  (il comandante/tenente colonnello Maksim Dubankov, l'ingegnere di volo Vladimir Knjazevič, l'operatore radio di volo Aleksandr Alechin, l'ingegnere di volo Anatolij Tupicyn) e tre rimasero feriti e vennero successivamente portati in un ospedale nella città di Kaspijsk. Nessuno dei passeggeri a bordo dell'aereo in atterraggio (6 membri dell'equipaggio e 31 passeggeri) rimase ferito. Il pilota del quarto Il-76, dopo aver valutato la situazione, diresse l'aereo verso un aeroporto alternativo.

## Conseguenze
L'aeroporto di Machačkala venne chiuso fino alla completa pulizia della pista e delle aree rimaste danneggiate. I danni materiali derivanti dal danneggiamento di due aerei ammontarono a 158,7 milioni di rubli.
Dopo la collisione, l'aereo RA-76827 venne riparato presso il 123º stabilimento di riparazione aerei (Staraja Russa) e rimesso in servizio il 15 dicembre 2010.
Nell'aprile 2011, il tribunale militare della guarnigione di Machačkala dichiarò colpevole il comandante dello squadrone, il tenente colonnello Igor' Aleksandrov, che pilotava l'Il-76 RA-76827, di aver commesso un reato ai sensi dell'articolo 351 del codice penale della Federazione Russa (violazione delle regole di volo o preparazione ad essi), e lo condannò alla reclusione per sei anni, decidendo di considerare la pena sospesa con un periodo di prova di tre anni. La corte soddisfò parzialmente le richieste di due vittime nei confronti del Ministero degli affari interni russo per il risarcimento del danno morale in relazione alla morte del loro capofamiglia, raccogliendo a loro favore 500mila rubli. Inoltre, la corte riconobbe il diritto dell'unità militare 3797 di citare in giudizio Aleksandrov per il risarcimento dei danni materiali e rinviò la questione dell'importo del risarcimento per la richiesta all'esame nel procedimento civile.